# Judo-Juniorenweltmeisterschaften 2011
Die Judo-Juniorenweltmeisterschaften 2011 wurden vom 3. bis 6. November 2011 in Kapstadt, Südafrika, abgehalten. Es nahmen 567 Judoka aus 75 Nationen teil.

## Ergebnisse

### Frauen
| Gewichtsklasse     | Gold            | Silber                  | Bronze              |
| ------------------ | --------------- | ----------------------- | ------------------- |
| - 44 kg            | Sakiho Hamada   | Agueda Silva            | Cristina Casas      |
| - 44 kg            | Sakiho Hamada   | Agueda Silva            | Hayley Willis       |
| - 48 kg            | Hiromi Endo     | Alessja Kusnezowa       | Soo-Hee Choi        |
| - 48 kg            | Hiromi Endo     | Alessja Kusnezowa       | Melanie Clement     |
| - 52 kg            | Takumi Miyakawa | Oleksandra Starkova     | Cheyenne Bienz      |
| - 52 kg            | Takumi Miyakawa | Oleksandra Starkova     | Floortje Stoop      |
| - 57 kg            | Anzu Yamamoto   | Sanne Verhagen          | Fabienne Kocher     |
| - 57 kg            | Anzu Yamamoto   | Sanne Verhagen          | Tina Zeltner        |
| - 63 kg            | Haruna Ota      | Halima Mohamed-Seghir   | Clarisse Agbegnenou |
| - 63 kg            | Haruna Ota      | Halima Mohamed-Seghir   | Kateryna Lyalina    |
| - 70 kg            | Bernadette Graf | Naranjargal Tsend-Ayush | Rong Chen           |
| - 70 kg            | Bernadette Graf | Naranjargal Tsend-Ayush | Lisa Schneider      |
| - 78 kg            | Mami Umeki      | Hyun-Ji Yoon            | Guusje Steenhuis    |
| - 78 kg            | Mami Umeki      | Hyun-Ji Yoon            | Julia Tillmanns     |
| + 78 kg            | Manami Inoue    | Carolin Weiß            | Ara Jo              |
| + 78 kg            | Manami Inoue    | Carolin Weiß            | Tessie Savelkouls   |
| Quelle: Judoinside |                 |                         |                     |

### Männer
| Gewichtsklasse     | Gold                | Silber                | Bronze                 |
| ------------------ | ------------------- | --------------------- | ---------------------- |
| - 55 kg            | Sakhavat Gadzhiev   | Seriktay Zaketayev    | Gert Maes              |
| - 55 kg            | Sakhavat Gadzhiev   | Seriktay Zaketayev    | Giorgi Mesablishvili   |
| - 60 kg            | Naohisa Takato      | Ba-Ul An              | Allan Kuwabara         |
| - 60 kg            | Naohisa Takato      | Ba-Ul An              | Yeldos Smetov          |
| - 66 kg            | Sho Tateyama        | Magomed Akhmarov      | Dong-Kyo Lee           |
| - 66 kg            | Sho Tateyama        | Magomed Akhmarov      | Lascha Shavdatuashvili |
| - 73 kg            | Shōhei Ōno          | Aziz Kalkamanuly      | Vladimir Zoloev        |
| - 73 kg            | Shōhei Ōno          | Aziz Kalkamanuly      | Hae-Joo Jung           |
| - 81 kg            | Goki Maruyama       | Albert Kostoev        | Beka Gviniashvili      |
| - 81 kg            | Goki Maruyama       | Albert Kostoev        | Khavambay Khovdal      |
| - 90 kg            | Kasbek Sankischijew | Chussein Chalmursajew | Benjamin Fletcher      |
| - 90 kg            | Kasbek Sankischijew | Chussein Chalmursajew | Stanislav Retinskii    |
| - 100 kg           | Jose Armenteros     | Domenico Di Guida     | Takumi Asanuma         |
| - 100 kg           | Jose Armenteros     | Domenico Di Guida     | Ali Erdogan            |
| + 100 kg           | Takeshi Ojitani     | Guham Cho             | Sven Heinle            |
| + 100 kg           | Takeshi Ojitani     | Guham Cho             | Anton Kriwobokow       |
| Quelle: Judoinside |                     |                       |                        |